# Кукольный дом (фильм, 2006)
«Кукольный дом» (телугу బొమ్మరిల్లు, Bommarillu) — толливудская романтическая комедия 2006 года, дебютная режиссёрская работа кинематографиста Бхаскара. Фильм имел значительный коммерческий успех (в том числе, среди индийской диаспоры разных стран), был удостоен Nandi Awards и Filmfare Awards South в различных номинациях, а также послужил за последующие годы основой фильмов-ремейков ещё на четырёх языках Индии (тамильском, бенгали, ория, а также на хинди, из которых, по крайней мере, тамильский «Любовь украшает жизнь» также был удостоен нескольких номинаций Filmfare Awards South и кинопремии штата Тамилнад.

## Сюжет
Фильм начинается с кадров ребёнка, делающего на пляже свои первые шаги с папиной поддержкой. Голос «от автора» комментирует безусловное право отца помогать сыну в его младенческие годы, но задается вопросом, до каких пор такая поддержка полезна.
Сюжет переносится на четверть века вперёд, показывающая Сидду Аддала, ныне 24-летнего студента, слегка в подпитии идущего по дороге и громко проклинающего всех отцов в мире. Когда одно из его движений чуть не сбивает едущего мотоциклиста, в ответ на ругань последнего выясняется, что отец юноши Аравинд Аддала не просто «помогает ему во всём», а до сих пор контролирует всю его жизнь, вплоть до одежды, причёски и всего остального. Сидду клянётся, что хотя бы две вещи в жизни будут его собственным выбором — его карьера и его будущая жена.
Наступает утро нового дня. Прислуживающий в доме Сатти будит Сидду. Начинается обычная жизнь богатого дома; молодого человека приветствует его мать Лакшми, что-то готовящая, напевая религиозную песню; младшие члены семьи шутят друг с другом; шутит и Сидду, выхватывая телефон у невестки и что-то комментируя её собеседнику. Однако напряжение растет, когда мужчины дома садятся завтракать. Отец походя поправляет действия сына за столом, исподволь унижая его перед малолетним племянником; затем предлагает Саддху устроиться работать в офис управляемой им самим строительной компании, а затем и начинает строить планы его женитьбы, не замечая слабой, но далеко не восторженной реакции сына.
Ещё неделю спустя, Сидду узнает об уже подобранной ему невесте Суббулакшми — дочери делового партнёра Аравинда. Молодой человек послушно знакомится с ней, но не может избавиться от восприятия её как «папенькиной дочки», тем более — увлечься ею. Несмотря на попытки юноши что-то сказать, вскоре он оказывается официально помолвлен.
Размышляя о своей судьбе, Сидду случайно знакомится с жизнерадостной и энергичной студенткой инженерного факультета Хасини. Наконец встретив родственную душу, он регулярно проводит с ней время, чувствуя себя счастливым в её обществе и, в конце концов, понимая, что влюбился. В то же время, наконец обретая уверенность в себе, он подаёт в банк заявку на кредит, чтобы основать собственную небольшую строительную фирму. Наступает момент, когда Сидду решается сделать Хасини предложение руки и сердца, при этом не скрывает, что уже помолвлен отцом против собственной воли, но любит только её.
Узнав о помолвке, Хасини отшатывается от юноши, но через несколько дней возвращается и принимает его предложение; Сидду вне себя от счастья. Случайно увидевший эту сцену Аравинд силой доставляет сына домой и выговаривает ему за непослушание, однако сын впервые находит в себе достаточно духа, чтобы заявить об отсутствии интереса к Суббулакшми и своей любви к Хасини. На допрос, чем именно его привлекла другая девушка, он предлагает пригласить её пожить неделю вместе с ними, что должно снять все вопросы; скрепя сердце, Аравинд соглашается, и девушка временно переезжает в другой дом, объясняя отцу своё отсутствие поездкой в рамках программы колледжа.
Когда Сиддхарт представляет девушку домашним, она встречает сдержанный приём, однако вскоре почти все члены семьи начинают чувствовать к ней симпатию. При том что Хасини сложно привыкнуть в авторитарным порядкам в доме Аравинда Аддала, она всегда остаётся на стороне Сидду и поддерживает его. Узнавший о заявке сына на банковский кредит, отец снова выговаривает ему. Тем временем, вся семья, включая Хасини, посещает свадьбу знакомых, где девушка проявляет свою натуру, веселя собравшихся. Позже Сиддхарт укоряет подругу, на что она вспыхивает, что устала подлаживаться под правила дома и, вообще, в последнее время не узнаёт Сидду, и возвращается домой.
Сидду в отчаянии, но его стремление к независимости неожиданно получает защиту матери. Сиддхарт, при всех домашних, наконец выговаривает все свои чувства и усталость от многолетней сверх-опеки. Все растроганы, даже Аравинд, впервые осознавший свою неправоту и начавший принимать сына таким, какой он есть. Сиддхарт просит семью Суббулакшми о расторжении помолвки, и получает дополнительную поддержку от бывшей невесты, как выяснилось, тоже влюблённой в другого, но не решавшейся в этом признаться. Тем временем, Аравинд Аддала старается убедить отца Хасини в любви молодых людей. Канака Рао, узнавший в Сидду подвыпившего парня, с которым ранее столкнулся, против этого брака, но Аравинд предлагает ему уже испытанный на нём самом приём — позволить Сидду пожить неделю у них в доме, чтобы узнать, чего он стоит.
Фильм возвращается к своей начальной сцене с маленьким ребёнком, предполагая счастливое завершение истории.

## В ролях
- Сиддхарт Нараян[англ.] — Сиддхарт «Сидду» Аддала
- Женелия де Соуза — Хасини (персонаж дублирован Савитой Редди[англ.][3])
- Пракаш Радж — Аравинд Аддала, отец Сидду
- Джаясудха — Лакшми, мать Сидду
- Сатья Кришнан[англ.] — невестка Сидду
- Кота Шриниваса Рао[англ.] — отец Хасини
- Сунил[англ.] — Сатти, слуга
- Неха Бамб[англ.] — Суббулакшми
- Таникелла Бхарани[англ.] — отец Суббулакшми
- Рави Варма[англ.] — Рави
- Брахманандам[англ.] — кредитный инспектор
- Дхармаварапу Субраманьям — Кисмат Кумар

## Съёмочная группа и процесс производства фильма
- Производство фильма: кинокомпания Sri Venkateswara Creations[англ.] в лице продюсера Дил Раджу[англ.]
- Режиссёр: Бхаскар[англ.]
- Авторы сценария: Бхаскар и Аббури Рави[англ.]
- Композитор: Деви Шри Прасад[англ.]
- Оператор: Виджай Чакраварти[англ.]

Съёмки картины стали следствием сделанного в 2004 году предложения продюсера Дила Раджу Бхаскару (ранее работавшему в качестве помощника продюсера и режиссёра) попробовать свои силы в самостоятельной режиссуре. Во время съёмок фильма «Бхадра» Бхаскар изложил продюсеру канву сюжета будущего фильма, и работа над ним началась. Согласно позднему интервью Бхаскара, основные идеи для этого фильма сформировались у него уже к 1997, когда он написал рассказ о взаимоотношениях отца и сына, частично на основе эпизодов его собственной биографии. При непосредственной работе над сценарием совместно с его соавтором Аббури Рави была добавлена и развита в одну из основных линия романтического интереса и любви Сидду. Для создания более естественного общения в фильме, соавторы запирались в комнате и обсуждали сценарий и диалоги со включенным диктофоном.
В конечном итоге, весь материал фильма был снят примерно за три с половиной месяца. Большая часть съемок была проведена в павильонах Ramanaidu Studios в Хайдарабаде. Длина «сырой» ленты составила порядка 3 часов 15 минут, впоследствии монтажёр Мартхантд Венкатеш сумел уменьшить затянутость, сократив её в финальной версии приблизительно до 170 минут. Бюджет фильма, включая затраты на рекламу, составил около 6 кроров (60 миллионов) индийских рупий.

### Музыка к фильму
Подобно многим другим кинолентам Индии, «Кукольный дом» не обошёлся без ряда вокально-хореографических номеров, для чего продюсером был приглашён композитор Деви Шри Прасад, уже сотрудничавший с ним в фильмах «Арья» (2004) и «Бхадра» и написавший для фильма 7 песен в сотрудничестве с несколькими поэтами-песенниками (кроме вставки Music Bit, представляющей собой вокализ). Большинство песен было исполнено закадровыми вокалистами, за исключением «Appudo Ippudo», самостоятельно записанной исполнителем главной роли Сиддхартом Нараяном. Видео сюжеты к песням были сняты в разных местах, включая Франкфурт-на-Майне и некоторые другие локации в Германии, а также храм в Какинаде.
Саундтрек фильма был выпущен на аудионосителях 18 июля 2006 года в следующем составе:
| №                   | Название            | Текст песни             | Исполнители                    | Длительность |
| ------------------- | ------------------- | ----------------------- | ------------------------------ | ------------ |
| 1.                  | «We Have a Romeo»   | Андреа, Чандрабос       | Андреа, Ранджит                | 5:06         |
| 2.                  | «Bommani Geesthe»   | Бхаскарабхатла          | Гопика Пурнима, Джинс Шринивас | 3:54         |
| 3.                  | «Kaani Ippudu»      | Бхаскарабхатла          | Деви Шри Прасад                | 5:12         |
| 4.                  | «Music Bit»         | —                       | Сумангали                      | 0:45         |
| 5.                  | «Laloo Darwaja»     | Куласекар               | Мурали, Навин, Прия Пракаш     | 4:50         |
| 6.                  | «Nammaka Thappani»  | Сиривеннела             | Сагар, Сумангали               | 4:30         |
| 7.                  | «Appudo Ippudo»     | Анант Шрирам, Куласекар | Сиддхарт                       | 4:02         |
| Общая длительность: | Общая длительность: | Общая длительность:     | Общая длительность:            | 28:19        |

Крупнейший портал индийской музыки MusicIndiaOnline положительно оценил как релиз в целом, подытожив свой обзор «It will make you feel good», так и умелую инструментовку, и исполнение песни актёром, исполнившим главную роль.

## Награды и номинации
| Награды        | Награды                        | Награды                           | Награды          | Награды   | Награды |
| Дата           | Награда                        | Категория                         | Номинант         | Результат | Ссылка  |
| -------------- | ------------------------------ | --------------------------------- | ---------------- | --------- | ------- |
| 4 августа 2007 | Filmfare Awards South (Телугу) | Лучший фильм                      |                  | Победа    | [ 12 ]  |
| 4 августа 2007 | Filmfare Awards South (Телугу) | Лучшая женская роль               | Женелия де Соуза | Победа    | [ 12 ]  |
| 4 августа 2007 | Filmfare Awards South (Телугу) | Лучшая музыка к песне             | Деви Шри Прасад  | Победа    | [ 12 ]  |
| 8 ноября 2008  | Nandi Awards                   | Лучший фильм                      |                  | Победа    | [ 13 ]  |
| 8 ноября 2008  | Nandi Awards                   | Лучшая мужская роль второго плана | Пракаш Радж      | Победа    | [ 13 ]  |
| 8 ноября 2008  | Nandi Awards                   | Лучший режиссёрски дебют          | Бхаскар          | Победа    | [ 13 ]  |
| 8 ноября 2008  | Nandi Awards                   | Лучший сценарий                   | Браскар          | Победа    | [ 13 ]  |
| 8 ноября 2008  | Nandi Awards                   | Лучшие диалоги                    | Аббури Рави      | Победа    | [ 13 ]  |
| 8 ноября 2008  | Nandi Awards                   | Лучшая актриса дубляжа            | Savitha Reddy    | Победа    | [ 13 ]  |
| 8 ноября 2008  | Nandi Awards                   | Специальный приз жюри             | Женелия де Соуза | Победа    | [ 13 ]  |